# تخليص الإبريز في تلخيص باريز
تخليص الإبريز في تلخيص باريز، هو الكتاب الذي ألفه رفاعة رافع الطهطاوي 
عندما رشحه الشيخ حسن العَطَّار إلى محمد علي بأن يجعله مشرفاً على رحلة التلاميذ إلى باريس في فرنسا ليكون المشرف عليهم ويرعاهم ويسجل أفعالهم. نصحه مدير الرحلة الفرنسي بأن يتعلم اللغة الفرنسية وأن يترجم مدوناته في كتاب وقد ألف عدة كتب وقضى خمس سنوات في التدوين والترجمة في كتاب تخليص الإبريز في تلخيص باريز. بقى الطهطاوي في باريس من 1242 إلى 1247ه.
هذا الكتاب يعد اوفى مصدر مباشر لدراسة البعثة التعليمية المصرية التي ارسلت إلى باريس جامعاً عن باريس وصورة فرنسا في ذلك الوقت إذ أنه يحوى معلومات تاريخية وجغرافية وسياسية واجتماعية فقد كان رفاعة الطهطاوى يشيد بما يعجبه وينتقد ما لا يعجبه ويعقد المقارنات بين أحوال فرنسا وأحوال مصر التي ينبغى إصلاحها.